# إديث ماتي
إديث ماتي (بالرومانية: Edit Matei)‏ مواليد 16 أكتوبر 1964، هي لاعبة كرة يد نمساوية معتزلة. مثلت منتخب النمسا لكرة اليد للسيدات. شاركت في دورة الألعاب الأولمبية الصيفية سنة 1992.

## روابط خارجية
- إديث ماتي على موقع أوليمبيديا (الإنجليزية)